# 二歧羽蘚
二歧羽蘚（学名：Thuidium bipinnatulum）为羽蘚科羽蘚屬下的一个种。